# رولان البرج
رولان البرج (بالهولندية: Roland Alberg)‏ (6 أغسطس 1990 بهورن في هولندا - ) هو لاعب كرة قدم هولندي في مركز الوسط. لعب مع أدو دين هاغ وفيلادلفيا يونيون ومعمورة العزيز سبور ونادي إكسلسيور.

## وصلات خارجية
- رولان البرج على موقع اتحاد تركيا (لاعب) (الإنجليزية)
- رولان البرج على موقع الدوري الأمريكي (الإنجليزية)
- رولان البرج على موقع إي إس بي إن إف سي (الإنجليزية)
- رولان البرج على موقع قاعدة بيانات كرة القدم.إي يو (الإنجليزية)
- رولان البرج على موقع ناشيونال فوتبول تيمز (الإنجليزية)
- رولان البرج على موقع Soccerway.com (الإنجليزية)
- رولان البرج على موقع عالم كرة القدم.نت (الإنجليزية)
- رولان البرج على موقع AS.com (الإسبانية)